# Petra Schürmann
Petra Schürmann-Freund (n. 15 septembrie 1933, Mönchengladbach, Germania – d. 14 ianuarie 2010, Starnberg, Bavaria, Germania) a fost o actriță și moderatoare TV germană.

## Biografie
Petra Hildegard a fost al doilea născut dintre cei trei copii ai familiei Schürmann (de confesiune romano-catolică) din orașul Wuppertal. 
A studiat la Bonn, Köln și München filosofia și istoria artelor. În 1956 a fost aleasă Miss World la Londra, după ce în competiția pentru Miss Germany ocupase doar locul trei. Și-a reluat studiile întrerupte atunci, însă nu și-a terminat teza de doctorat.
În anii '60 și-a început cariera la radioteleviziunea publică a Bavariei (Bayerischer Rundfunk, prescurtat BR) din München pe post de crainică. Concomitent a lucrat scurt timp pentru cotidianul conservator Münchner Merkur. Ulterior a avut dese apariții - și ca moderatoare, cu emisiuni proprii - pe canalele 1 și 2 ale televiziunii publice vest-germane: ARD (din care face parte BR) și ZDF. Petra Schürmann a scris câteva cărți și jucat ca actriță în câteva filme. În 1967 a născut o fiică; inițial Schărmann nu a fost dezvăluit cine e tatăl. S-a aflat apoi că tatăl era medicul Gerhard Freund, soțul actriței Marianne Koch (doctoră și de asemeni celebritate TV). După divorțul acestuia, Schürmann și Freund s-au căsătorit (1973).
Unica fiică și-a pierdut viața într-un accident de circulație. După tragicul eveniment Petra a avut probleme psihice, a devenit apatică, a avut tulburări de vorbire psihoreactive și și-a încheiat cariera la televiziune. Din 2006 a locuit retrasă, împreună cu soțul ei, în Starnberg, pe malul lacului Starnberger See. În vara anului 2008 soțul a murit de cancer. În 2009, de Crăciun, în urma unui colaps, a fost internată de urgență în spital, unde a murit la 14 ianuarie 2010.

## Filmografie
- 1960 Mit Himbeergeist geht alles besser
- 1969 7 Tage Frist
- 1969 Uxmal
- 1971 Die Tote aus der Themse
- 1971 Olympia – Olympia (TV)
- 1972 Das Rätsel des silbernen Halbmonds (Sette orchidee macchiate di rosso), regia Umberto Lenzi
- 1975 Eine ganz gewöhnliche Geschichte (TV-Serie)
- 1976 Julia und Romeo (TV)
- 1977 Halbzeit (TV)
- 1982 Am Ufer der Dämmerung